# Rhauculus serrifemur
Rhauculus serrifemur is een hooiwagen uit de familie Cosmetidae. De originele naamcombinatie (protoniem) was Metarhaucus serrifemur Roewer, 1928. Een volgende naamrecombinatie werd gepubliceerd als Rhauculus serrifemur (Roewer, 1928) in Medrano, García, & Kury, 2022.